# Ayuntamiento de Tudela
El Ayuntamiento de Tudela es el órgano encargado del gobierno y administración del municipio de Tudela, situado en Navarra, España. Está presidido por el alcalde. En 2023 ocupa dicho cargo Alejandro Toquero, del UPN.

## Alcaldes
| Periodo   | Nombre                   | Partido                                  |
| --------- | ------------------------ | ---------------------------------------- |
| 1979-1983 | Francisco Álava Jiménez  | Partido Socialista de Navarra (PSN-PSOE) |
| 1983-1987 | Alberto Tantos Bordonaba | Partido Socialista de Navarra (PSN-PSOE) |
| 1987-1991 | José Antonio Pérez Sola  | Partido Socialista de Navarra (PSN-PSOE) |
| 1991-1995 | José Antonio Pérez Sola  | Partido Socialista de Navarra (PSN-PSOE) |
| 1995-1999 | José Antonio Pérez Sola  | Partido Socialista de Navarra (PSN-PSOE) |
| 1999-2003 | Luis Campoy Zueco        | Unión del Pueblo Navarro (UPN)           |
| 2003-2007 | Luis Campoy Zueco        | Unión del Pueblo Navarro (UPN)           |
| 2007-2011 | Luis Casado Oliver       | Unión del Pueblo Navarro (UPN)           |
| 2011-2015 | Luis Casado Oliver       | Unión del Pueblo Navarro (UPN)           |
| 2015-2019 | Luis Casado Oliver       | Unión del Pueblo Navarro (UPN)           |
| 2019-2023 | Eneko Larrarte           | Izquierda-Ezkerra (I-E)                  |
| 2023-act. | Alejandro Toquero        | Unión del Pueblo Navarro (UPN)           |

## Pleno
| Partido político | Partido político                              | 2023   | 2019   | 2015   | 2011   | 2007   | 2003   | 1999   | 1995   |
| Partido político | Partido político                              | Ediles | Ediles | Ediles | Ediles | Ediles | Ediles | Ediles | Ediles |
|                  | Unión del Pueblo Navarro (UPN)                | 11     | NA+    | 6      | 8      | 12     | 12     | 12     | 10     |
|                  | Contigo Navarra (CN-ZN)-Izquierda Unida (IU)  | 6      | 7      | 6      | 4      | 0      | 2      | 1      | 2      |
|                  | Partido Socialista de Navarra (PSN-PSOE)      | 3      | 3      | 3      | 5      | 7      | 5      | 6      | 5      |
|                  | Partido Popular (PP)                          | 1      | NA+    | 2      | 4      | —      | —      | —      | —      |
|                  | Izquierda-Ezkerra (I-E)-Izquierda Unida (IU)  | CN-ZN  | 7      | 6      | 4      | 0      | 2      | 1      | 2      |
|                  | Podemos                                       | CN-ZN  | 0      | 3      | —      | —      | —      | —      | —      |
|                  | Navarra Suma (NA+)                            | —      | 11     | —      | —      | —      | —      | —      | —      |
|                  | Candidatura de Unidad Popular de Tudela (CUP) | —      | 0      | 1      | —      | —      | —      | —      | —      |
|                  | Nafarroa Bai (NaBai)                          | —      | —      | —      | 0      | 2      | —      | —      | —      |
|                  | Batzarre                                      | —      | —      | —      | —      | —      | 2      | 2      | 2      |
|                  | Unión Tudelana (UT)                           | —      | —      | —      | —      | —      | —      | 0      | 2      |

## Resultados electorales
| Partido político                                                    | 2023                    | 2023                    | 2019               | 2019               | 2015  | 2015       | 2011  | 2011       | 2007  | 2007       | 2003  | 2003       | 1999  | 1999       | 1995  | 1995       |
| Partido político                                                    | %                       | Concejales              | %                  | Concejales         | %     | Concejales | %     | Concejales | %     | Concejales | %     | Concejales | %     | Concejales | %     | Concejales |
| Unión del Pueblo Navarro (UPN)                                      | 43,25                   | 11                      | Navarra Suma (NA+) | Navarra Suma (NA+) | 26,58 | 6          | 33,44 | 8          | 49,29 | 12         | 50,96 | 12         | 47,67 | 12         | 37,14 | 10         |
| Contigo Navarra (CN-ZN)                                             | 24,43                   | 6                       | —                  | —                  | —     | —          | —     | —          | —     | —          | —     | —          | —     | —          | —     | —          |
| Partido Socialista de Navarra (PSN-PSOE)                            | 15,00                   | 3                       | 14,74              | 3                  | 14,71 | 3          | 22,61 | 5          | 31,23 | 7          | 19,08 | 5          | 25,43 | 6          | 18,41 | 5          |
| Partido Popular (PP)                                                | 7,52                    | 1                       | Navarra Suma (NA+) | Navarra Suma (NA+) | 9,15  | 2          | 16,07 | 4          | —     | —          | —     | —          | —     | —          | —     | —          |
| Vox                                                                 | 2,75                    | 0                       | 2,30               | 0                  | —     | —          | —     | —          | —     | —          | —     | —          | —     | —          | —     | —          |
| Euskal Herria Bildu (EH Bildu)-Bildu                                | 2,72                    | 0                       | —                  | —                  | —     | —          | 2,37  | 0          | —     | —          | —     | —          | —     | —          | —     | —          |
| Ciudadanos (CS)                                                     | 0,98                    | 0                       | Navarra Suma (NA+) | Navarra Suma (NA+) | —     | —          | —     | —          | —     | —          | —     | —          | —     | —          | —     | —          |
| Geroa Bai (GBai)                                                    | 0,89                    | 0                       | 1,07               | 0                  | 2,25  | 0          | —     | —          | —     | —          | —     | —          | —     | —          | —     | —          |
| Izquierda-Ezkerra (I-E)                                             | Contigo Navarra (CN-ZN) | Contigo Navarra (CN-ZN) | 27,83              | 7                  | 23,01 | 6          | 17,76 | 4          | —     | —          | —     | —          | —     | —          | —     | —          |
| Podemos                                                             | Contigo Navarra (CN-ZN) | Contigo Navarra (CN-ZN) | 3,28               | 0                  | 11,81 | 3          | —     | —          | —     | —          | —     | —          | —     | —          | —     | —          |
| Navarra Suma (NA+)                                                  | —                       | —                       | 44,78              | 11                 | —     | —          | —     | —          | —     | —          | —     | —          | —     | —          | —     | —          |
| Candidatura de Unidad Popular de Tudela (CUP)                       | —                       | —                       | 2,61               | 0                  | 5,62  | 1          | —     | —          | —     | —          | —     | —          | —     | —          | —     | —          |
| Vecinos por Tudela (VVTDL)                                          | —                       | —                       | 2,44               | 0                  | —     | —          | —     | —          | —     | —          | —     | —          | —     | —          | —     | —          |
| Unión Progreso y Democracia (UPyD)                                  | —                       | —                       | —                  | —                  | 2,58  | 0          | —     | —          | —     | —          | —     | —          | —     | —          | —     | —          |
| Iniciativa por la Ribera                                            | —                       | —                       | —                  | —                  | 1,63  | 0          | —     | —          | —     | —          | —     | —          | —     | —          | —     | —          |
| Derecha Navarra y Española (DNE)                                    | —                       | —                       | —                  | —                  | —     | —          | 0,95  | 0          | —     | —          | —     | —          | —     | —          | —     | —          |
| Nafarroa Bai (NaBai)                                                | —                       | —                       | —                  | —                  | —     | —          | 3,32  | 0          | 10,95 | 2          | —     | —          | —     | —          | —     | —          |
| Izquierda Unida (IU)                                                | —                       | —                       | —                  | —                  | —     | —          | —     | —          | 3,65  | 0          | 9,11  | 2          | 6,97  | 1          | 10,92 | 2          |
| Convergencia de Demócratas de Navarra (CDN)                         | —                       | —                       | —                  | —                  | —     | —          | —     | —          | 2,91  | 0          | 4,26  | 0          | 2,65  | 0          | 2,59  | 0          |
| Partido Carlista de Euskal Herria (EKA)                             | —                       | —                       | —                  | —                  | —     | —          | —     | —          | 0,05  | 0          | 0,05  | 0          | —     | —          | —     | —          |
| Batzarre                                                            | —                       | —                       | —                  | —                  | —     | —          | —     | —          | —     | —          | 10,71 | 2          | 8,49  | 2          | 10,41 | 2          |
| Coalición Partido Nacionalista Vasco-Euzko Alkartasuna (EAJ-PNV/EA) | —                       | —                       | —                  | —                  | —     | —          | —     | —          | —     | —          | 1,43  | 0          | —     | —          | —     | —          |
| Unión Tudelana (UT)                                                 | —                       | —                       | —                  | —                  | —     | —          | —     | —          | —     | —          | —     | —          | 4,08  | 0          | 9,33  | 2          |
| Agrupación Laboral Independiente de Tudela (ALIT)                   | —                       | —                       | —                  | —                  | —     | —          | —     | —          | —     | —          | —     | —          | 1,08  | 0          | 1,53  | 0          |
| Plataforma de Independientes de España (PIE)                        | —                       | —                       | —                  | —                  | —     | —          | —     | —          | —     | —          | —     | —          | —     | —          | 3,56  | 0          |
| Herri Batasuna (HB)                                                 | —                       | —                       | —                  | —                  | —     | —          | —     | —          | —     | —          | —     | —          | —     | —          | 1,88  | 0          |
| Independientes de Navarra (IN)                                      | —                       | —                       | —                  | —                  | —     | —          | —     | —          | —     | —          | —     | —          | —     | —          | 1,24  | 0          |

## Evolución de la deuda viva municipal
El concepto de deuda viva contempla sólo las deudas con cajas y bancos relativas a créditos financieros, valores de renta fija y préstamos o créditos transferidos a terceros, excluyéndose, por tanto, la deuda comercial.
| Gráfica de evolución de la deuda viva del Ayuntamiento entre 2008 y 2023                         |
|                                                                                                  |
| Deuda viva del Ayuntamiento de Tudela, en miles de euros, según datos del Ministerio de Hacienda |